# Hallescher Fußball-Club
El Hallescher Fußball-Club és un club de futbol alemany de la ciutat de Halle, Saxònia-Anhalt.

## Història
El club té les seves arrels en un club fundat el 1900 anomenat Hallescher Fußball-Club Wacker. El 1946 nasqué l'actual club que s'ha anomenat successivament:
- 1946: SG Glaucha
- 1948: SG Freiimfelde Halle
- 1949: ZSG Union Halle
- 1950: SV Turbine Halle
- 1954: SC Chemie Halle-Leuna
- 1958: SC Chemie Halle
- 1966: Hallescher FC Chemie
- 1991: Hallescher FC

## Palmarès
- Lliga de la RDA de futbol: 2
  - 1949, 1952
- Copa de la RDA de futbol: 2
  - 1956, 1962
- Copa de Saxònia-Anhalt: 3
  - 1994, 2002, 2008
- NOFV-Oberliga Süd: 
  - 2008

## Jugadors destacats
- Andreas Wagenhaus
- Norbert Nachtweih
- Dariusz Wosz
- Silvio Meißner
- Werner Peter
- Bernd Bransch
- Heiko Peschke
- Frank Pastor
- Werner Peter
- Lutz Schülbe